# Гетьманський рух
Гетьманський рух — це громадсько-політична організація прихильників гетьмана Павла Скоропадського, що діяла у першій половині ХХ століття в Україні та за її межами, та ідеологічно ґрунтувалася на монархічній теорії В'ячеслава Липинського.

## Характеристика понять
Як вже зазначалося вище, ідеологічно український гетьманський рух ґрунтувався на українському консерватизмі В'ячеслава Липинського. Організаційно ж рух спирався спочатку на Українську Демократично-Хліборобську Партію (під час діяльності на території України), а згодом, в еміграції, на політичні організації гетьмана Павла Скоропадського (Союз гетьманців-державників) та В'ячеслава Липинського (Братство українських класократів-монархістів, гетьманців). Таким чином, важливо зазначити, що в українській політичній думці та науці, говорячи про даний історичний період (1-а пол. XX ст.), поняття «консервативний рух», «гетьманський рух», «хліборобський рух», «рух монархістів», «рух класократів» є тотожними. Виходячи з цього, так само тотожними (для укр. політ. думки) є і поняття «консерватор», «гетьманець», «монархіст», «класократ». Сам Липинський про гетьманство говорив так:
«Ідея Українського Гетьманства — це ідея нового монархізму і нового аристократизму.. Ми не хочемо повороту помершого монархічного ладу, ані відродження монархії в її минулих, виродившихся формах… Гетьманство — це символ єдности Української Нації і сили Української Держави, персоніфікований в особі традиційного, національного, дідичного Гетьмана. Воно стоїть понад всіми кастами, партіями, клясами, і до нікого в нації спеціяльно не належить так само, як не може до когось спеціяльно належати і чиїмсь монополем бути само традиційне поняття Української Нації… Гетьманство — це нова форма державного життя нашої Нації, яку ми для синів і нащадків своїх тяжкою працею, жертвами й посвятою ще повинні допіру створити…». «Нема іншого виходу з цієї нашої національної трагедії і цієї нашої споконвічної руїни, як тільки ідеологічне та організаційне відродження українського консерватизму і возстановлений власними силами його точки опори Гетьманства…»

## Зародження гетьманського руху
Загалом, переважна більшість історії гетьманського руху нерозривно і тісно пов'язана з постатями В'ячеслава Липинського та Павла Скоропадського.
Суспільно-політичну діяльність В'ячеслав Липинський розпочав у гімназійні роки. Розкриваючи процес формування своїх суспільно-політичних поглядів та національної свідомості, він зауважував, що до українства «прийшов стихійно, зорганізувавши в польській гімназіальній організації український гурток, що потім вишукав настоящих православних Українців і з'єднався з ними в одну українську гімназіальну громаду». Стаж своєї політичної діяльності Липинський визначав з 1900 року. При цьому підкреслював, що за «переконанням своїм був завжди самостійником, але не належав до РУП (Революційної Української Партії), натомість брав участь в аспіраціях державницьких, що формувались тоді в Галичині».
В'ячеслав Липинський належав до кола нечисленних українських політиків і громадських діячів, які на противагу більшості учасників українського руху в підросійській Україні, що підтримували програму автономії у складі федерації, відстоювали ідею незалежної української держави. Позиція його однодумців не просто викликала непорозуміння українського громадянства, а й сприймалась як політичне «божевілля».

### До Лютневої революції
4-6 березня 1911 року у Львові відбулася таємна нарада гуртка українських емігрантів і галицьких діячів. В'ячеслав Липинський прибув на нараду з Кракова на запрошення Лева Юркевича, що знав його з часів спільного навчання у І-й київській гімназії, і який характеризував його як «завершеного самостійника й націоналіста». На нараді було продемонстровано два погляди: самостійницький — без орієнтації на чужі сили, який і представляв Липинський, і «сепаратистичний» — з виразною орієнтацію на Австрію, якого дотримувалися В. Кушнір та Володимир Степанківський. Липинський тоді наголошував, що «коли Австрія сьогодня для нас більше прихильна, ніж Росія, то ми можемо се лише реєструвати, але не витягати з того ніяких консеквенцій доти, доки не прийде якийсь факт великої ваги, наприклад війна… В противному разі ми поставимо себе на становище емісарів австрійських, котрими ми не є і ними бути не можемо. Нашою реальною політикою мусить бути зміцнення нашої національної сили, пропагандою революційної ідеї Вільної України, її повного національного визволення».
Політична далекоглядність В'ячеслава Липинського, яку він продемонстрував на таємній нараді у Львові, не може не вражати. Він заявив про себе як політик-практик, здатний передбачати розвиток історичних подій на далеку перспективу. Заперечуючи політичне майбутнє для соціалістичної демократії в Україні, Липинський вважав її шкідливою, оскільки, на його думку, вона могла працювати тільки на Велику Росію. Він рішуче виступав проти участі українців у демократичному русі в Росії. «Сили при сім ми тратимо, а нічого не зискуємо, — відзначав він. — Російська революція годується головним чином нашими соками, нам же приносить тільки подальшу русифікацію».
У дискусії з національного питання, яка виникла на нараді з приводу ймовірної самостійності чи федерації України в складі Росії, Липинський доводив необхідність створення власної держави. Не обійшли увагою і питання можливості утвердження монархічного устрою в Україні. При цьому обговорювались різні комбінації. Пропонувались, наприклад, претендентами на український престол: син Вільгельма ІІ — Іоахім, Франца-Йосифа — Фердинанд; висловлювалася також можливість секундоґенітури Романових.
Липинський вважав за необхідне розпочати політичну діяльність з видання друкованого органу — «Вільна Україна». У тому ж таки 1911 році за ініціативою Липинського створюється Український інформаційний комітет. Головою комітету було обрано професора Романа Залозецького, секретарем — Андрія Жука. Комітет підготував низку інформаційних видань про Україну іноземними мовами. Зі свого боку, Липинський написав брошуру «600-літня боротьба українського народу за політичне визволення».
У 1912 році Липинський виробив проект заснування Союзу визволення України для Українського інформаційного комітету, який мав за мету організацію боротьби за незалежну українську державу.
У 1912—1913 роках Липинський намагається всіма силами активізувати діяльність «Вільної України» та комітету проте невдовзі діяльність самостійників на Галичині була дискредитована галицькими «автономістами», які через львівську газету «Діло» та часопис «Нова Буковина» проводять свою політичну кампанію. Такий хід справ змушує Липинського відмовитися від спільної політичної акції з галичанами.
Передбачаючи близький вибух міжнародного конфлікту, В'ячеслав Липинський намагався використати його для української самостійницької акції. Він не полишає надії заснувати українську політичну організацію самостійницького спрямування. Таємна нарада 1911 року у Львові започаткувала низку політичних акцій і створення організацій, ініціатором яких він був, проте внутрішня організаційна слабкість українських політичних сил напередодні війни, як він і передбачав, не дала можливості українському рухові використати сприятливі умови для створення незалежної української держави, що виникли згодом, після розпаду двох великих імперій.
Світову війну В'ячеслав Липинський зустрів у лавах російської армії. Він був мобілізований як резервний офіцер до 4-го драгунського Новотроїцько-Катеринославського полку, в лавах якого у складі російської армії генерала Самсонова відбув східнопруську кампанію. Згодом Липинський був переведений до резервних частин спочатку в Дубно, потім в Острозі і, нарешті, в Полтаві. Там же ж, у 1917 році, зустрів він і Лютневу революцію.

### Лютнева революція
Після Лютневої революції В'ячеслав Липинський брав участь в українізації військових частин на Полтавщині і одночасно разом з Сергієм Шеметом, як він сам згадував «політично організовував хліборобські консервативні елементи на Полтавщині». Тоді ж він був одним із засновників і автором політичної програми Української демократично-хліборобської партії, виданої у жовтні 1917 року.
УДХП формувалася 1917 року на Полтавщині. Формування партії почалося без Липинського. Організаційна комісія, що зголосилася на утворення крайової хліборобської організації, включала Сергія Шемета, голову Лубенської повітової земської управи М. Боярського, члена цієї управи Л. Климова, агронома В. Шкляра та інших. Ця комісія оголосила про утворення нової політичної організації, назвавши її Українською демократичною партією (УДП). Установчі збори пройшли у кінці червня 1917 року у Лубнах. У серпні В'ячеслав Липинський, на той час вже активний діяч партії, почав розробку програми. Саме Липинський запропонував нову назву — Українська демократично-хліборобська партія (УДХП).
У програмі УДХП Липинський значно розширив політичні та економічні програмові засади діяльності партії, прийняті при заснуванні у травні 1917 року. Новими стали положення про необхідність формування провідної верстви суспільства з державницькою свідомістю, співіснування орендної та приватновласницької форм землеволодіння, встановлення державного контролю за національним господарством та інше.
Цікаво, що у 1917 році Українська демократично-хліборобська партія, хоча й не поділяла соціально-політичної програми Центральної Ради, проте не пішла в опозицію і продовжувала підтримувати перший український парламент, оскільки вважала його існування законним. Цей принцип підтримки легітимної української влади, навіть якщо вона не відповідала його політичним поглядам, характеризувала усю політичну діяльність Липинського протягом усього періоду національно-визвольних змагань.
Щодо причин майбутньої поразки Центральної Ради, то В'ячеслав Липинський казав, що «соціалістичні українські партії порішили в певний момент ідею самостійности змонополізувати винятково для себе, викинувши як „реакціонерів та гетьманців“ всіх давніх самостійників за межі української нації, котра від дня проголошення четвертого універсалу мала стати вільною й незалежною нацією — промінявши автономію на самостійність — соціал-революціонерів».
Звичайно така позиція не лише звужувала соціальне підґрунтя національно-визвольного руху, але й позбавляла його надзвичайно цінних для державотворення суспільних прошарків. Липинський критикував українських соціалістів за їхні настійні зусилля порозумітися з російською демократією і скептично оцінював спроби спертися на так звані «трудящі класи» у державотворенні. Натомість селянство на його думку, хоч і є чисельно найбільшим, але водночас — це найбільш пасивна та найменш зорганізована частина хліборобського класу. Ось чому «демократичний метод організації нації взагалі, а селянства зокрема, — метод якого вживає для того, щоб дійти до влади, наша демократія, для реального державного будівництва не підходить», — констатує Липинський.
Дійсно, самостійництво, як політична позиція, у будь-яких своїх проявах у той час «не заохочувались». 19 березня 1917 року у Києві відбулася грандіозна маніфестація, що переросла у віче на Софіївському майдані. Транспарантів з гаслами «Хай живе самостійна Україна з гетьманом на чолі» було близько 10, і вони загубилися серед 300, які вимагали автономії України.
Стосунки самостійників і соціалістів і надалі складалися не найкращим чином: 4 липня 1917 року у відповідь на проголошення ІІ Універсалу Центральної Ради група самостійників на чолі з Миколою Міхновським, що були об'єднані у військовому клубі імені П. Полуботка (так звані «полуботківці»), спробували здійснити переворот, який тоді провалився.

### Війна з більшовиками
Тим часом прийшла осінь 1917 року, що принесла початок військового конфлікту з більшовиками. Зрозуміло, що не маючи боєздатного війська, Україна дуже швидко перетворилася на арену запеклих боїв.
Павло Скоропадський у той час відчував, що без втручання третьої сили істотних змін чекати не варто. Такою силою він вважав Антанту. Він вже тоді усвідомлював необхідність встановлення в Україні твердої влади, тому на початку січня 1918 року налагоджує тісні контакти з французькою військовою комісією та особисто генералом Жоржем Табуї. Хистке становище Центральної Ради наводило на думку про угоду з французами і координацію дій з їх місією. Однак французьке командування не виявило особливого ентузіазму та активності з цього приводу, а після ухвалення IV-го Універсалу заявило, що ніколи не визнає статус України легітимним.
Тим часом було досягнуто Брестських угод із Центральними державами, внаслідок чого німецькі та австрійські війська повністю витіснили більшовиків з України. Формально влада перебувала у руках Центральної Ради, але брак розгалуженого державного апарату та владних структур на місцях, а також наявність чужинських військ до краю ускладнили виконання нею своїх повноважень.
Зі вступом німецьких військ до Києва Павло Скоропадський багато розмірковує про майбутнє України. Оскільки на поверхні політичного життя виявилися соціал-демократи та есери, які не могли запропонувати ефективних засобів подолання анархії, він схилявся до думки, що цю функцію може успішно виконати партія іншої політичної орієнтації. Павло Петрович вважав, що «слід створити демократичну партію, це обов'язково (українець у душі демократ), але зовсім не соціалістичну. Далі така партія має сповідувати українство, але не крайньо шовіністичне, а певно стоячи на завданні розвитку української культури, не зачіпаючи й не виховуючи ненависті до всього російського». Скоропадський підкреслював, що опорою такій партії мають стати «всі власники без різниці відтінків у боротьбі проти руйнівних соціалістичних гасел». Однак, коли він ознайомився з програмою майбутньої партії лідерів Союзу землевласників, він не зрозумів її й не відчув у собі прагнення підтримати її.
Мешкаючи у готелі «Кане», П. Скоропадський зустрічався з багатьма громадськими та політичними діячами. Серед відвідувачів були М. Міхновський (один із засновників Революційної української партії (1889) та Української народної партії (1902)), а також Дмитро Донцов, якого Скоропадський, прийшовши до влади, призначив на посаду керівника Українського пресового бюро. «…було також декілька людей, з якими я любив поговорити, це брати Шемети, а потім молодий історик, Липинський, якого я у майбутньому назначив нашим представником у Відні».
Саме у той тривожний час обставини підштовхують генерала до ствердження у необхідності переходу влади від УЦР до якоїсь особи з диктаторськими повноваженнями. Оцінюючи потенційні можливості вірогідних кандидатів, які могли б узяти на себе це складне завдання, Скоропадський не бачив справді вагомих і впливових постатей. Єдино можливий «конкурент» — С. Петлюра, на думку Павла Петровича, був не стільки державним, скільки партійним діячем соціалістичної орієнтації, якого не підтримали б центристські й праві політичні табори.
Свої претензії на чільне місце в українській громадсько-політичній еліті Павло Скоропадський намагався конституювати шляхом створення партії, яка б ідейно й організаційно консолідувала певні сили суспільства правоцентристського спрямування. Однак на той час ця політична ніша вже не була вільною. Кристалізація ідейно-організаційних засад консервативної частини політичного спектра знайшла вияв у програмних положеннях та діяльності Української демократично-хліборобської партії. «У сенсі ж програми внутрішньої політики, ця партія була цілком прийнятною. Партія їх (Міхновського, Липинського, Шеметів) називалася Українською Хліборобсько-Демократичною. Вона головним чином мала успіх у Полтавській губернії, була нечисленна, але зіграла, дякуючи організаційній єдності, велику ролю у справі повалення Ради. Вона першою нанесла їй серйозний удар» — так писав потім Гетьман у своїх спогадах.
Павлу Петровичу імпонували ідеї, що лежали в основі діяльності УДХП. Наскільки вони збігалися з його власними, свідчить зміст програми Української народної громади — організації, що була створена для встановлення міцної особистої влади в Україні. Зіставлення програмних документів Української демократично-хліборобської партії та Української народної громади дає підстави для аналогій, що переконують у досить структурованій платформі ліберально-консервативного крила українського політикуму на весну 1918 року.
При цьому УДХП не обмежувалась ідеологічною роботою, а заявила про себе антиурядовими акціями, що мали не тільки широкий резонанс, а й вплинули на хід подій. На початку квітня до Києва прибуло кілька сотень активістів і прихильників партії з Полтавщини, які рішуче вимагали скасування ІІІ-го Універсалу в тій його частині, що торкалася соціалізації землі. Українська демократично-хліборобська партія продемонструвала досить безкомпромісну позицію, що стурбувало Центральну Раду. Не прийняті керівництвом УЦР, полтавці взялися організовувати Всеукраїнський з'їзд хліборобів, який мав відбутися 29 квітня.
Внутрішньополітичний пасьянс набував виразніших обрисів. Нез'ясованою для Павла Скоропадського залишалася тільки позиція німецько-австрійського командування. Але останнє так само було невдоволене діями Центральної Ради. Щоб мати справу з більш передбачуваним і дійовим урядом, Берлін та Відень розпочали пошук імовірних кандидатів у диктатори. Ще на початку квітня 1918 року німецьке командування звернулося з відповідною пропозицією до Євгена Чикаленка, але той відповів відмовою. Тоді настала черга одного з провідних діячів УДХП М. Міхновського, який також не погодився на умови окупантів. І лише після цього вибір упав на Павла Скоропадського, який краще за інших відповідав посаді гетьмана України.
Відвідували майбутнього гетьмана й сумніви щодо правильності власного вибору. Але у той самий час він розумів небезпеки, що стоять перед Україною. «Соціалізму в нас у народі немає, й тому, коли він і є, то серед маленької, відірваної від народу купки інтелігентів, неґрунтовних і духовно нездорових. Я не сумніваюсь, що різні соціалістичні експерименти, якби у нас уряд був соціалістичний, призвели б негайно до того, що вся країна за 6 тижнів стала б здобиччю всепожираючого молоха — більшовизму. Більшовизм, знищивши будь-яку культуру, перетворив би нашу чудову країну на засохлу рівнину, де з часом усівся в капіталізм, але який!.. Не той слабкий, м'якотілий, який тлів у нас досі, а всесильний Бог, у ногах якого лежатиме й принижуватиметься той же народ».
Певні хитання у Павла Петровича тривали до початку квітня, а з 10 квітня 1918 року він цілком віддався приготуванням до захоплення влади.
Тим часом до Києва прибували делегати з'їзду хліборобів-землевласників. В'ячеслав Липинський від імені проводу УДХП поставив перед Павлом Скоропадським вимогу по приході до влади сформувати Кабінет Міністрів з «консерваторів, українських патріотів». Критична маса невдоволення діями Центральної Ради сягнула піку, далі події розвивалися за сценарієм змовників.

## Гетьманат Павла Скоропадського. Спроба втілити в життя ідеї консерваторів

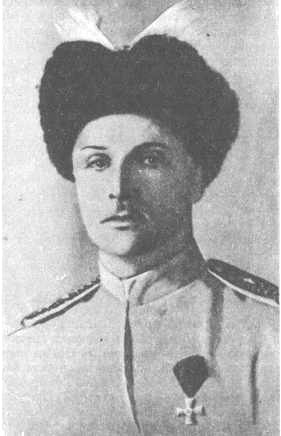
Останній гетьман України Павло Скоропадський

29 квітня 1918 року Павло Скоропадський, представник гетьманського роду, генерал, взяв владу в Україні. Більшість партій та верств населення відмовили Центральній Раді та її Раді Міністрів у підтримці, тому переворот пройшов майже без пострілів та крові, лише в сутичці із січовими стрільцями загинуло троє вірних гетьманові офіцерів.
29 квітня 1918 р. делегати Всеукраїнського з'їзду хліборобів проголосили Україну Гетьманською державою на чолі з Павлом Скоропадським. Сам Скоропадський так характеризував свою програму: «Створити здібний до державної праці сильний уряд; відбудувати армію та адміністративний апарат, яких на той час фактично не існувало, і за їх поміччю відбудувати порядок, опертий на право; провести необхідні політичні і соціальні реформи. Політичну реформу я уявляю собі так: ні диктатура вищого класу, ні диктатура пролетаріату, а рівномірна участь усіх класів суспільства в політичному житті краю. Соціальні реформи я хотів проводити в напрямі збільшення числа самостійних господарств коштом зменшення обширу найбільших маєтків». Згодом багато писали й говорили про те, що цей з'їзд було інсценовано, але сучасники бачили серед його делегатів лише незначну кількість людей у піджаках, основну масу становив натовп «дядьків у свитках», та й представляли вони вісім різних губерній. Того самого дня в Софіївському соборі єпископ Никодим миропомазав Гетьмана, а на Софіївському майдані відслужили урочистий молебен.
Того ж дня було опубліковано «Грамоту до всього українського народу», де Гетьман заявляв, що «відкликнувся на поклик трудящих мас Українського народу і взяв на себе тимчасово всю повноту влади». Відповідно до цього документу, Центральну Раду й усі земельні комітети розпускали, міністрів та їх товаришів звільняли з посад, а рядовим державним службовцям належало продовжувати роботу. Було відновлено право приватної власності. Гетьман також повідомляв, що незабаром видасть закон про вибори до Українського Сейму. Було обіцяно «забезпечити населенню спокій, закон і можливість творчої праці».
До скликання Сейму в Україні мали діяти «Закони про тимчасовий державний устрій України», видані того ж самого дня. У них були визначені головні напрями діяльності Гетьмана у політичній сфері, організації державного управління, дані гарантії громадянських прав населення, оголошено про встановлення Української Держави замість Української Народної Республіки. Нова держава ґрунтувалася як на республіканських, так і на монархічних засадах. Згідно з «Законами…», вся влада, зокрема й законодавча, зосереджувалася у руках Гетьмана. Гетьман призначав отамана (голову) Ради Міністрів, затверджував склад кабінету, мав право оголошувати амністію, військовий або надзвичайний стан, був верховним головнокомандувачем. За формою це була диктаторська влада з атрибутами національної традиції, за політичною суттю — авторитарний режим консервативної частини населення.
15-18 травня 1918 року відбувся з'їзд заводчиків, фабрикантів, фінансистів, великих землевласників, який схвалив гетьманський переворот. Близько 1 тисячі його делегатів заявили про готовність усіма силами сприяти утворенню нового державного, громадського й економічного ладу Української Держави. Для консолідації сил заможних верств суспільства вони утворили «Союз промисловості, торгівлі, фінансів і сільського господарства» (Протофіс). Цей з'їзд показав, що режим П. Скоропадського підтримують не тільки хлібороби-землевласники, середня інтелігенція, кадети, а й великі промисловці.
Гетьман намагався силою влади й помірними реформами загасити революційне полум'я, відновити стабільність у суспільстві, але з перших днів йому протидіяли соціалісти-федералісти, соціал-демократи, українські есери та інші партії, які раніше підтримували Центральну Раду. Якихось серйозних протестів населення не було, крім деякого невдоволення з боку патріотично налаштованої національної преси й інтелігенції. Зміна влади прямо не загрожувала українській державності, бо Гетьман неодноразово наголошував на необхідності її зміцнення, консолідації суспільства. Водночас, мирний перехід повноважень до Гетьмана свідчив, що населення України очікувало на подолання анархії, наведення порядку, забезпечення стабільності в економіці й суспільному житті.
Сім з половиною місяців Української Держави переважна більшість спостерігачів оцінює як період соціального і громадського спокою. Сучасники Павла Скоропадського та історики констатують факт певного економічного піднесення України цього періоду. Цьому сприяли відновлення приватної власності, підтримка Гетьманом вільного підприємництва, можливість промислових та торговельних кіл суттєво впливати на економічну політику влади, широкий збут товарів до Німеччини та Австро-Угорщини. У цей час було налагоджено грошовий обіг, вдосконалено грошову систему, створено державний бюджет, відкрито кілька українських банків, засновано нові акціонерні компанії. Поступово було відроджено залізничний рух, реорганізовано і зміцнено державний флот. Зовнішньою запорукою цього була, безперечно, окупаційна австро-німецька армія, що припинила стан громадянської війни і вторгнення в Україну російських військ. Але це можна пояснити також і внутрішньою політикою Гетьмана.
Поряд із рядом конкретних досягнень, незважаючи на помітні позитивні зрушення в суспільному житті, гетьманський режим допустив фатальні прорахунки, а Павлу Скоропадському не вдалося надовго втримати владу.
В силу своїх уявлень і міркувань Павло Скоропадський намагався дати Україні спокій, з'єднати соціально-творчі елементи, вивести її на міжнародну арену. Але в умовах жорстокої класової битви, що охопила не тільки територію колишньої Російської імперії, а й більшість європейських країн, острівець ладу і безтурботності, навіть якщо б його і створили, було складно втримати.
Курс на повалення влади Скоропадського взяли представники КП(б) України, проросійські шовіністичні кола. Водночас ідеологи антигетьманського спротиву М. Шаповал та В. Винниченко готували повстання, налагоджуючи стосунки з українськими військовими колами. 13 листопада 1918 року у Києві, в будинку Міністерства шляхів зібралися представники соціалістичних партій та обрали Директорію, до якої увійшли В. Винниченко (Голова Директорії), С. Петлюра, Ф. Швець, А. Макаренко, П. Андріївський. У відозві Директорії до населення йшлося про те, що гетьманська влада має бути «дощенту» знищена, а Гетьман є «поза законом». С. Петлюра у Білій Церкві видав Універсал до народу із закликом до повстання.

За місяць боїв війська Директорії, 14 грудня 1918 року, оволоділи столицею Української Держави. Майже всі національні сили, що сконсолідувалися, примусили Павла Скоропадського зректися гетьманства, що сталося того ж дня.

## Розвиток гетьманського руху в еміграції

### 1918—1929

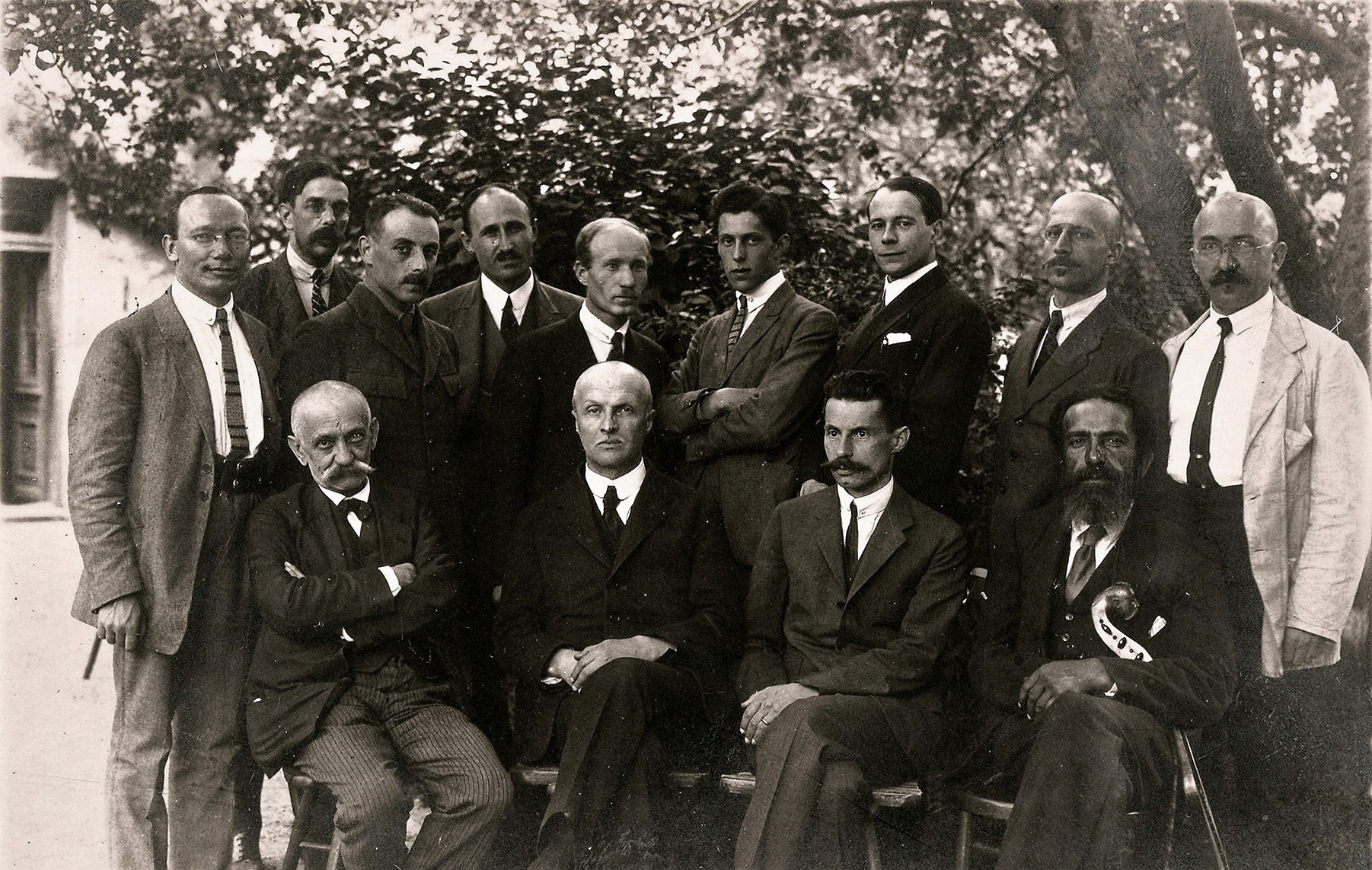
Учасники установчого з'їзду Українського союзу хліборобів-державників, Рейхенау, 4—8 червня 1922 року. Зліва направо сидять: Іван Леонтович, гетьман Павло Скоропадський, В'ячеслав Липинський, Людвіг Сідлецький; стоять Михайло Тимофіїв, Микола Кочубей, Адам Монтрезор, Андрій Білопольський, Михайло Савур-Ципріянович, Ігор Лоський, Володимир Залозецький, Сергій Шемет, Олександр Скоропис-Йолтуховський.

Після повалення Гетьманщини в Україні у 1918 році більшість представників консервативних політичних сил подалися в еміграцію. Сам Павло Скоропадський з родиною виїхав спочатку до Швейцарії, а потім перебрався до Німеччини.
Багато тогочасних українських політиків вважало, що гетьманському руху було покладено край, але всупереч подібним заявам і сподіванням наявність екс-гетьмана та сильних хліборобсько-державницьких тенденцій викликала до життя в 1920 році в еміграції український монархічний рух.
Сам Павло Скоропадський майже весь 1919 рік перебував у політичних сутінках, працюючи над своїми спогадами у Швейцарії. В'ячеслав Липинський у цей час ще залишається послом України у Австрії, але вже незабаром іде зі свого поста, і починає займатися науковою, громадською та політичною діяльністю.
Аналізуючи поразку національно-визвольних змагань, Липинський однією з її головних причин вважав відсутність чіткої концепції державотворення, а також «брак єдности між нашими провідниками». Останнє, на його думку, може знову стати на перешкоді відродженню української держави в нових, більш сприятливих політичних умовах: «І всякий повинен знати, що така сварка і брак єдности погубить нас знов, як настане наше слідуюче політичне Різдво». Проблеми державотворення, над якими розмірковує Липинський, зачіпають передусім сферу національного політичного проводу та його консолідації. При цьому, на його думку, тільки залізна політична організація, яка неухильно сповідує певну ідеологічну систему, здатна виконати це завдання.
Липинський не вірив, що українська демократія може сконсолідувати націю і побудувати незалежну державу. Він гостро критикував нав'язувану уенерівським проводом думку, що народ здатний демократичними методами сприяти розбудові України. Коментуючи подібні погляди, Липинський казав, що «народ ніколи не буває кращий і розумніший од своїх провідників і він не в силі вирішити того, чого вони самі вирішити не можуть». На його думку, держава народжується з воєн і революцій, проте самої лише військової сили не достатньо. Потрібен легітимний уряд, визнаний усіма соціальними групами. Липинський виходив з переконання, що саме інститут монарха надає будівництву держави і кристалізації нації легітимності, і лише він може обмежити сваволю провідників, оскільки є, за його словами, «владою не всіх, а одного».
Спираючись значною мірою на практичний досвід Української Держави гетьмана Скоропадського, В'ячеслав Липинський розробляє теорію спадкової монархії в Україні. Проаналізувавши національно-державні традиції інституту гетьманства, він приходить до висновку, що дві його головні прикмети — виборність і залежність від чужих держав — показали свою шкідливість для розвитку нації. Тому, найвдалішою формою державного устрою в Україні мала б стати спадкова, «дідична» монархія. «Возстановити Гетьманство: ось цей образ, ця ідея, в яку повинно і тепер вилитись наше хотіння держави».
Навесні 1920 року В'ячеслав Липинський разом з кількома своїми прихильниками (Д. Дорошенком, М. Кочубеєм, А. Монтрезором, С. Шеметом та іншими) створює у Відні Український союз хліборобів-державників (УСХД), який, за наполяганням самого Липинського, очолює Павло Скоропадський. У програмних документах УСХД наголошувалося, що «українська нація не може існувати без власної держави», тому УСХД відстоював таку форму влади, «яка б забезпечувала кожному класові максимум його культурного і економічного розвитку і гарантувала кожному класові участь в управлінні державою». Такою формою державності визнавалася «трудова монархія» з «непартійним дідичем» — гетьманом на чолі. УСХД надавав Павлу Петровичу повноваження свого лідера, як нащадку давнього гетьманського роду.
Починаючи з 1921 року гетьманські організації з'являються у Німеччині, Польщі, Болгарії, Чехословаччині та Румунії. 4-8 червня 1922 року у Райхенау (Австрія) відбулася нарада членів українських хліборобських організацій, у якій, окрім УСХД, Союзів хліборобів України в Німеччині та Румунії і групи українських хліборобів у Болгарії, взяли участь представники Союзу хліборобів України у Польщі. Цю подію можна вважати епохальною для гетьманського руху, оскільки всі організації згодилися з думкою про необхідність об'єднання українських хліборобських організацій. Для реалізації цієї мети був скликаний З'їзд хліборобських організацій, який обрав головою Центральної управи об'єднаних хліборобських організацій (з 1927 року — Гетьманська управа) І. Леонтовича та секретарем — С. Шемета.
Спочатку членами гетьманських організацій були здебільшого емігранти з Наддніпрянщини, але починаючи від середини 1920-х років склад УСХД суттєво розширився за рахунок Січових організацій США та Канади, які прийняли гетьманську ідеологію. У 1926 році була створена Гетьмансько-монархічна організація галицької інтелігенції (її статут вироблено за участю В. Липинського).
З 1920 року там же, у Відні, під редакцією Липинського починає видаватися неперіодичний орган УСХД «Хліборобська Україна». Протягом 1919—1926 років Липинський писав «Листи до братів-хліборобів», які частинами були опубліковані у «Хліборобській Україні», а 1926 року вийшли окремою книжкою. У цій праці викладено основи концепції української трудової класократичної монархії. Це була зовсім нова ідеологія, бо, власне кажучи, Українська Держава 1918 року не була монархією, а перебувала в процесі становлення і могла перетворитися на будь-яку із політичних форм — диктатуру, монархію, навіть республіку. Цю ідеологію деякі історики визначають як «український аграризм». «Хліборобська ідеологія» В'ячеслава Липинського передбачала мінімізацію наслідків функціонування індустріального суспільства, повернення України до традиційних цінностей і релігії як духовної основи життєдіяльності. Основним структурним елементом такого суспільства Липинський вважав станово-професійні корпорації на відміну від існуючих політичних партій, які він називав «кримінальними». Липинський наполягав на тому, що Україна має обрати «третій тип організації громадського життя», долаючи вплив та копіювання чужого досвіду й зразків.
На його думку, існують «два способи персоніфікації політичних ідей: диктатура і монархія. При диктатурі персоніфікує ідею людина, яка вверх вибилася тільки за свої заслуги і здібності. При монархії ідею персоніфікує людина і рід, який має історичне, традиційне право до цієї персоніфікації. При диктатурі диктатор править самодержавно і безвідповідально; при монархії монарх (у нас він би звався гетьманом) править через призначених на це людей, які відповідають за виконання влади перед ним і перед тими, ким вони правлять».
Одним із перших документів новоствореної УСХД стала угода з гетьманом П. Скоропадським. Цей акт демонструє намір встановлення монархічної влади в Україні. Саме на цій угоді і базувалася подальша політична акція новопосталої української монархічної організації.
Протягом літа-зими 1920 року В'ячеслав Липинський працює над Статутом та Регламентом УСХД, які були ухвалені в січні 1921 року. За Статутом «УСХД ставить своїм завданням згуртування тих сил, що хочуть збудувати незалежну й суверенну Українську державу».
Регламент УСХД, маючи на меті втілення у життя монархічних засад державності, окреслених Статутом, визначав принципи внутрішньої побудови Союзу. УСХД відкидав норми «партійности, голосування, виборів» та іншу демократичну атрибутику, оскільки, на думку автора Регламенту, вони ведуть до кар'єризму, демагогії, безвідповідальності. В основу Союзу, на думку Липинського мав лягти моральний кодекс гетьманця, без чого неможливе функціонування організації. «Не має права зватись Гетьманцем і бути в Гетьманських рядах той, хто Українцем єсть тільки на злість Москалям або Полякам, — наголошував Липинський. - Хотіння всею душею своєї власної Української Держави і розуміння величезної трудности здобуття цієї Держави — ось основна прикмета, що відріжняє Гетьманця від не-Гетьманця».
Діальністю УСХД керувала Рада Присяжних, яку очолював В'ячеслав Липинський. Її постанови мали обов'язкову силу для всіх членів союзу і ухвалювалися не більшістю голосів, а консенсусом, а коли виникали розбіжності — остаточне рішення належало голові Ради. Кожен член Ради Присяжних, вступаючи до її складу, мусив заприсягтися, що бере на себе обов'язок вірно і до кінця життя «служити ідеї Української Трудової Монархії». Ця вимога Регламенту, написаного Липинським, мала суттєве значення, оскільки саме Рада Присяжних, як ідеологічний орган, разом із виконавчою структурою мусили відігравати роль противаги майбутньому монархові, аби його влада була не абсолютною, а врівноваженою іншими державними структурами. Тому цей орган, згідно з концепцією Липинського, повинен був складатися лише з людей, непохитно відданих ідеї. В'ячеслав Липинський дотримувався переконання, що голова верховної влади у державі має бути повністю незалежним від сторонніх, другорядних з погляду держави чинників. Головним же гарантом стабільності у державі є легітимна гетьманська влада, що є не виборною, а спадковою.
Відтак питанням, що відразу ж постало перед засновниками УСХД, заторкуючи як ідейно-політичні засади, так й організацію українського монархізму, було питання династії. Липинський вважав, що обрання нового гетьмана в еміграції як голови української монархічної держави не є доцільним, оскільки цю державу ще належить здобути. Але разом з тим, на його думку мусила бути людина, що персоніфікувала би у собі ідею української трудової монархії, стала би символом чистоти самої ідеї та єдності монархічних організацій. Цю місію й мав виконувати гетьман Павло Скоропадський. Єдиною вадою дідичної монархії Липинський вважав те, що не всі члени даного пануючого роду можуть мати відповідні персональні здібності для правління. «Але ця небезпека усувається власне при конституційній, правовій (не самодержавній) монархії і тоді, коли ця група, на яку спирається монархія, добре зорганізована і вірна та віддана династії». Варто зауважити, що В'ячеслав Липинський, палкий прихильник монархічного ладу, разом з тим рішуче відкидав абсолютистсько-монархічні режими, називаючи їх «спадковими диктатурами». «Ми не хочемо, розуміється, старого царського самодержав'я, цеї півазіятської демократичної деспотії, що себе в хвилини небезпеки все при помочі юрби — погромами рятувала».
За концепцією Липинського передбачалося, що влада гетьмана буде обмежуватися політичним органом — Радою Присяжних і виконавчим органом — Гетьманською Управою. Інститутові ж гетьманства мали належати консолідуючі і представницькі функції в суспільстві, тобто гетьман виступав швидше як символічна фігура, що репрезентує гетьманський рух, але не є його справжнім політичним лідером. Натомість, контролювати дії гетьмана та скеровувати їх, зміцнюючи його морально-політичний авторитет, мусила міцна гетьманська організація «орденського типу», якою Липинський бачив УСХД, ідеологічно і політично очолювану ним самим.
Для наукового розроблення української проблематики, а також підготовки гетьманської ідеології й кадрів майбутніх борців за українську справу Павло Скоропадський узявся за організацію Українського наукового інституту (УНІ) у Берліні. Цей задум виник на початку 1920-х років, але реалізувати його вдалося тільки 1926 року. Офіційним фундатором УНІ стало Українське товариство допомоги біженцям, яке очолювала дружина Павла Петровича. Першим директором інституту став професор Дмитро Дорошенко, який виконував ці обов'язки до 1931 року. Вже незабаром УНІ став помітним фактором громадського життя української спільноти в Німеччині.
У річищі утвердження ідеї гетьманського устрою майбутньої української держави відбуваються структурні зміни в очолюваній Скоропадським організації. 10 серпня 1927 року Павло Петрович та В'ячеслав Липинський підписали ухвалу про створення Гетьманської Управи об'єднаних українських хліборобських та інших класових організацій. Наказом Скоропадського головою Управи призначався член Ради Присяжних УСХД М. Кочубей, її членами — О. Скоропис-Йолтуховський і А. Монтрезор (обидва — члени Ради Присяжних УСХД).
Починаючи з 1928 року усередині гетьманського руху все більше загострюються суперечності між його окремими учасниками і починає визрівати внутрішній конфлікт. Перші проблеми почалися через свідому деформацію ідей Липинського і Скоропадського на Західній Україні тамтешніми представниками УСХД, що вилилося у конфлікти В'ячеслава Липинського з О. Назаруком і С. Томашівським — одним із творців галицької автономістичної політики у післявоєнний період, активним співробітником газети «Нова Зоря». Повернувшись із Північної Америки, О. Назарук став редактором «Нової Зорі», надавши їй католицько-клерикального, консервативного, германофільського спрямування. Це спричинило його полеміку з Липинським (вона розтяглася на два роки), який хотів бачити в особі О. Назарука послідовного провідника гетьманської ідеї у західноукраїнському регіоні.
Опосередковану роль у загостренні внутрішнього конфлікту відіграв від'їзд тяжкохворого Липинського — після понад однорічного перебування у Берліні — до Австрії, де гірське повітря полегшувало стан його здоров'я. Це значно послабило позиції прибічників «ідеалістичної політики», пропагованої ідеологом українського монархічного руху. Зближення ж Гетьмана з С. Шеметом, який активно пропагував ідею «практичної політики», фактично започаткувало конфлікт у керівній групі гетьманців. С. Шемет писав: «Стремління зробити з Липинського Магомета, а з „Листів до братів-хліборобів“ — Коран — це пересада. Така пересада тільки відштовхує від нас реалістично настроєні елементи, котрі шукають політичного знання, а не політичної віри». Аби уникнути надалі порушень партійної дисципліни і досягти організаційної злагоди в УСХД, В'ячеслав Липинський запропонував завести легітимаційні та анкетні картки. «Бо бачу ясно, що коли ми не знайдемо способу усунути внутрішнє тертя, то воно знищить останню нашу організаційну спробу — Гетьманську Управу і тим поставить хрест над нами і над ділом нашим» — писав Липинський у листі до Ради Присяжних УСХД 29 січня 1928 року.
Щодалі більше загострювалися відносини Липинського із самим Гетьманом, чий, постійно зростаючий, авторитет поволі переріс рамки одного лиш символу української монархічної ідеї. Протягом 1920-х років український консервативно-монархічний рух, тісно пов'язуючись з особою Скоропадського, набув в українській суспільно-політичній думці усталеної назви — гетьманський. До середини 1920-х чисельність консервативно-монархічних організацій значно зросла, з'явилися нові союзи у Франції, Аргентині, Англії. За своєю впливовістю постать Павла Скоропадського стала рівнозначною постаті В'ячеслава Липинського, котрий, за його словами, сам заклав у Статут такі обмеження, що зробили непомітним його головування у керованій ним Раді Присяжних.

### 1929—1938, розкол
Павло Скоропадський, зі свого боку, склавши у 1921 році присягу, спершу нічим не відрізнявся від решти членів Ради Присяжних. І якщо невдовзі дійшло до різкого зміцнення його позицій у монархічному русі, то сталося це саме завдяки В'ячеславу Липинському, який доклав чимало зусиль для обґрунтування легітимності гетьманського роду Скоропадських та до виправдання політичних помилок Гетьмана у 1918 році. Коли ж Скоропадського більшість українських монархістів почала сприймати як єдиного претендента на гетьмана майбутньої дідичної трудової української монархії, він запрагнув звільнитися від ідеологічного контролю, тим більше, що число його прибічників у Раді Присяжних значно переважало прихильників В. Липинського. Крім того, керівник руху перебував ізольовано в глибокій австрійській провінції — у Бадеґу, що до певної міри не давало йому можливості швидко реагувати на політичні акції Гетьмана, що чим далі, тим ставали більш самостійними. Той, зокрема, у січні 1929 року під час своєї поїздки до Будапешту провадив переговори з угорськими урядовцями без санкції Ради Присяжних.
Дізнавшись про будапештську акцію Павла Скоропадського, В'ячеслав Липинський просить у Ради Присяжних «повновласті для упорядкування цього (гетьманського) руху». Однак Павло Скоропадський, повернувшись до Ванзее своїм одноосібним рішенням призначив нового голову Гетьманської Управи — Й. Мельника, повністю підконтрольного собі, замість прибічника Липинського М. Кочубея. Аби повністю позбавити В'ячеслава Липинського впливу на рух, Гетьман у липні 1930 року скликав Перший з'їзд гетьманців, який фактично затвердив Скоропадського головою Ради Присяжних і констатував, що «ясновельможний Пан Гетьман з огляду на те, що реальна політична праця вимагає здоровіших нервів, пропонував В. К. Липинському обмежити свою компетенцію винятково справами теоретичного і ідеологічного характеру, і що В. Липинський на це не погодився».
18 серпня 1930 року В'ячеслав Липинський надіслав листа Гетьману, в якому звинуватив того у фактичній узурпації влади і ствердив, що на підставі Статуту заявляє про розпуск Ради Присяжних і ліквідацію УСХД. У відповідь, оточення Скоропадського звинуватило Липинського в «амбіціозності» й «диктаторстві», ба — навіть не зупинилося перед спробою видати його за психічно хвору людину. Ясно, що причиною конфлікту, звичайно ж, була не хвороба В. Липинського, а його незгода з низкою політичних кроків Павла Скоропадського, які суперечили уявленням В'ячеслава Казимировича про політичну принциповість та ідейну чистоту гетьманського руху.
У цьому конфлікті ще раз проявили себе високі моральні риси Липинського і як людини, і як політика, що їх, проте, багато учасників руху досить часто не сприймали адекватно. Незважаючи на тривалу й виснажливу хворобу, В'ячеслав Липинський до кінця зберігав ясний розум. Він чітко дотримувався принциповості та ідейної послідовності у своїй політичній діяльності.
Після розриву з Гетьманом, 18 вересня 1930 року Липинський разом з невеликим гуртком однодумців — В. Залозецьким, В. Кучабським, М. Кочубеєм, Р. Метельським, М. Савур-Ципріяновичем — засновує нову організацію — Братство українських класократів-монархістів, гетьманців. Ідеологія Братства була тією ж самою, що і УСХД на попередньому етапі. Різниця полягала лише в тому, що питання вибору династії відкладалося до скликання Українських установчих зборів після відродження української держави. В комунікаті нової організації, опублікованому вже після смерті В. Липинського (помер у 1931 році) в її друкованому органі «Збірнику Хліборобської України», констатувалось, що «братство взяло на себе не тільки завдання зберігання чистоти Ідеї, якої творцем був Покійний, але й переведення її в життя класократичним методом…». Згідно з волею покійного Липинського Братство заявило про те, що перебирає на себе монархічні традиції — як його духовну спадщину. Проте після смерті В'ячеслава Липинського діяльність цього гуртка почала занепадати, тим більше, що всі його члени мешкали у різних країнах. Вірним прихильником Липинського залишався Д. Дорошенко, хоч і не увійшов до Братства. Близькою до організації за політичними поглядами була й група галицьких монархістів (І. Кревецький, І. Крип'якевич, Т. Коструба). Але діяльність Братства не була достатньо поширеною і після виходу 2-го тому «Збірника Хліборобської України» фактично занепала.
Щодо прихильників гетьмана Скоропадського, то УСХД продовжував свою діяльність до 1937 року. Незгоди у стані гетьманців дійшли до того, що в липні 1937 року Рада Присяжних оголосила про розпуск УСХД. На місці цього об'єднання виник Союз гетьманців-державників (СГД). Для опрацювання програмових документів нової організації Павло Скоропадський залучив О. Назарука, який вказував, що виключні повноваження й повноту влади гетьман повинен мати у підготовчий період та під час безпосереднього державного будівництва. Саме такий принцип він пропонував закласти до Статуту СГД. Сам П. Скоропадський передбачив шкоду, яку може заподіяти повновладдя гетьмана на другому етапі державотворення: «Коли гетьмани послідуючі, вже сидячи в Києві, будуть не м'ягкотілі, а дійсно мужні люди, прийдеться їм добути собі повновласть для того, щоб монархію не розшарпали у перші же часи або наші сусіди з зовні, або інтернаціоналісти з середини. Але чи варто на другому етапі настоювати на повноті влади гетьмана вже тепер, як то в першому етапі?.. \…\ На мій погляд теоретично давати монархові, чи нормального типу людині, повновласть — це не є небезпечним в наші часи в тому замислі, що він буде зловживати владою. Давати власть диктаторську заздалегідь цілому рядові поколінь, в першу чергу нівечить самих монархів, яких в дитинстві діти виховуються в почутті, що вони не люди, а якісь півбоги й які завдяки цьому легко дегенерують». Отже, у Павла Петровича було досить тонке відчуття діалектики й динаміки влади, усвідомлення необхідності твердої волі в одних випадках і гнучкості й компромісу в інших. Тому перестороги його опонентів стосовно необмеженої гетьманської влади не мали під собою достатніх підстав, оскільки свободи дій гетьман вимагав лише на початковому етапі державотворення.
Вироблення Статуту й Регламенту СГД було доручено двом групам: комісії Гетьманської Управи на чолі з Й. Мельником та гетьманцям, що мешкали поза межами Німеччини: В. Леонтовичу, П. Ковальову, Б. Бомузину та іншим. Високо цінуючи думку О. Назарука, Гетьман надсилав йому пропуск руху в Галичині та остаточного редагування. До речі, Назарук пропонував замість слова «гетьманці», яке має наддніпрянське походження й мало що говорить для іноземців, вживати у назві об'єднання інше — «монархісти». Скоропадський заперечував проти цього, стверджуючи, що за кордоном поняття «гетьман», «гетьманський» асоціюється з українським консервативним рухом — «Будемо сильні, тоді і титул змінимо, й назви підберемо для нашого титула підходящі. Гетьманство наше монархічне; це всі знають, хто нами цікавиться. Це скромно. Змінювати титул, присвоювати вищий, не маючи ані території, ані армії — зовсім не підходяща річ. Титула гетьмана ніхто не може у мене відібрати, ані його висміяти».
Самоідентифікація гетьманського руху, його ідеологічне обрамлення та теоретичне обґрунтування й, нарешті, організаційне оформлення відбувались у складний міжвоєнний період. Наявність різнополярних політичних таборів у середовищі української еміграції породжувала труднощі на шляху пошуку компромісів і консолідації самостійницьких сил. Відсутність єдиного репрезентанта української справи не дозволяла розраховувати на рівноправне й перспективне партнерство з урядами європейських країн та давало останнім можливість використовувати різні українські групи для реалізації власних геостратегічних планів.

### 1938—1957
Події 1938—1939 років переконували в тому, що світ перебуває напередодні нових глобальних катаклізмів. За умов нацистського психозу у Німеччині, українська еміграція змушена була визначити своє ставлення до нацистського режиму й виробити певний алгоритм поведінки. Перед такою необхідністю були поставлені також прихильники гетьманської справи. Павло Скоропадський вважав, що у великій боротьбі велетнів гетьманцям слід триматися нейтральної сторони, бо український рух в еміграції не був єдиним і різні його групи могли би легко бути використані котроюсь з воюючих сторін. «У мене єдина надія на гетьманський рух; де б не були гетьманці, вони повинні в той час, коли треба вирішувати як бути, керуватися лише справжніми інтересами України, а коли вони живуть в країні, де інтереси України ніяк не можуть бути зв'язані з інтересами країни, де вони живуть, хай тимчасово відходять в тінь».
Прихід націонал-соціалістів до влади у Німеччині каталізував сподівання та розрахунки багатьох українських діячів на те, що в річищі експансіоністської геополітичної стратегії ІІІ-го Рейху вони зможуть реалізувати свої політичні амбіції. Водночас у ставленні до гітлерівського режиму між ними були певні розбіжності. У той час, коли ОУН прагнула заручитися підтримкою нових німецьких вождів, Павло Скоропадський і далі контактував з армійською аристократією — поміркованою частиною військових, що мали керівні посади у вермахті.
1939 року, під час іменин Скоропадського, він оголосив про від'їзд свого сина, Данила, до Великої Британії. Присутні гості пов'язували це з планами організації українського війська з емігрантів у Європі й Америці, де Данило побував незадовго перед тим. Насправді йому не ставилося за мету здійснення такої малореальної справи. Здійснено це було з метою гарантування продовження існування гетьманського руху на випадок перемоги антигітлерівської коаліції. Втім, у Великій Британії з великою підозрою ставилися до всіх, хто приїздив з Німеччини, а таку особу, як Данило Скоропадський, важко було не помітити, тим більше, що його підозрювали у шпигунстві на користь Рейху. Тому активну діяльність йому розгорнути не вдалося.
Активна позиція Павла Скоропадського перебувала у полі зору німецького уряду. У 1940 році Міністерство закордонних справ Німеччини у своїх документах прийшло до висновку, що «діяльність Скоропадського слід обмежити», хоч ніяких санкцій проти нього не передбачалося. Урядовці ясно усвідомлювали прагнення Гетьмана очолити український визвольний рух, але констатували, що «вага гетьманського руху останнім часом зменшилася на користь Українського національного об'єднання (УНО — (ОУН)), що має підтримку відповідних німецьких установ…».
Хоча взаємини П. Скоропадського з лідерами націоналістичного табору складалися непросто, зближення позицій гетьманського руху й ОУН в окремих питаннях продемонструвала підготовка Українського національного з'їзду у Кракові (22 червня 1941 року), скликаного з ініціативи бандерівського крила організації. Гетьманці підтримали ідею його скликання, але пізніше відмовилися брати участь у його діяльності.
Червневий акт 1941 року у Львові, яким було проголошено відродження української державності і уряд Ярослава Стецька, мав негативні наслідки для всіх українських кіл. Поряд із бандерівцями та мельниківцями до «чорних списків» німецьких спецслужб потрапили також гетьманці, зокрема краківська група на чолі з полковником В. Євтимовичем. Павло Петрович уживав всіх заходів, щоб звільнити його з-під арешту, але з в'язниці вони вийшли тільки через півроку.
Скоропадський позитивно ставився до формування Української Повстанської армії (УПА), в котрій убачав непідвладну німцям військову силу. Подібним було також його сприйняття ідеї створення дивізії «Галичина», але спосіб, у який її реалізували, його розчарував. При цьому Скоропадський незмінно дотримувався однієї думки: творення національних збройних формувань виправдане тільки за наявності об'єднаного політичного проводу.
Водночас, Гетьман дав критичну оцінку стратегії «двофронтової» боротьби, проголошеної постановами ІІІ-ї конференції ОУН(б) й ІІІ-го Надзвичайного великого збору ОУН улітку 1943 року. Більшовиків Скоропадський вважав головними ворогами України.
Загальний відступ й нищівні поразки на Сході дещо пом'якшили позицію нацистських бонз в українському питанні. Берлін дозволив українцям створювати політичні об'єднання, зокрема Український комітет. Одержавши таку пропозицію у липні-серпні 1944 року Павло Петрович відповів міністерству закордонних справ, що утворення такої організації вимагає участі всіх політичних сил, пов'язавши це зі звільненням С. Бандери та А. Мельника. Під час їхньої тристоронньої зустрічі було узгоджено технологію схвалення установчих документів новоствореного комітету та пошуку компромісу зі спірних питань. Майже одночасно з керівниками гетьманського руху зустрівся представник УГВР, із яким було підписано угоду про співпрацю.
В справі творення Українського комітету виявилася неготовність українських лідерів дійти компромісів, поступитися амбіціями задля спільної справи, за яку вони боролися. Адже для кожного головним було відновити національну державу. Проте кожен бачив себе у тій державі на чільному місці…
Ще одну спробу звести дії всіх українських сил в одне річище здійснив прелат П. Вергун (тодішній Апостольський Візитатор), коли запросив на листопадову панахиду по полеглих за Батьківщину українських вояків часів Української революції всіх лідерів еміграції. Але після закінчення урочистого богослужіння П. Скоропадський, А. Лівицький, А. Мельник та С. Бандера залишили храм поодинці, так і не погодившись на співпрацю.
В останні місяці війни Павло Петрович постійно опікувався долею українських політичних в'язнів, військовополонених та «остарбайтерів». Разом з А. Мельником та С. Бандерою нацисти звільнили близько 150 політв'язнів різної політичної орієнтації.
15 березня 1945 року Скоропадський доручив одному із своїх наближених — Іллі Сапізі — дістатись у зону дії англійської армії з тим, щоб потім зв'язатися з Данилом Скоропадським та передати йому, щоб «доложив усіх зусиль для врятування українців без різниці їх політичних переконань». «Наша сила, — наголошував Гетьман, - в наших українських людях. Виживуть вони — постане Україна!».
Данило Скоропадський домігся, щоб вояки Української Національної армії (І-а дивізія УНА) були інтерновані в англо-американську зону окупації.
З наближенням радянських військ до Берліна, всі державні установи були евакуйовані. Постійні авіанальоти й бомбардування зробили мешкання там неможливим. На початку квітня 1945 року Павло Петрович разом з донькою Єлизаветою вирушив із Меллінгена на зустріч з родиною, а потім у напрямі Аугсбурга — Мюнхена, де сподівався відновити діяльність гетьманської організації. 16 квітня під час бомбардування вокзалу в Платтлінгу (неподалік Мюнхена) Павло Скоропадський та Єлизавета отримали важкі поранення. Через 10 днів колишній гетьман Української Держави скінчив своє життя.
Завбачаючи свою смерть, Павло Скоропадський вручив Гетьманській Раді правові норми, які, враховуючи Заповіт від 16 травня 1933 року, регулювали б династичну традицію та оформили б ідею легітимності гетьманської влади. Члени Ради розробили проект «Норм про спадковість гетьманської влади й гетьманської булави у Вищому проводі гетьманського руху в Українській Державі», схвалений Радою 29 вересня 1943 року й затверджений П. Скоропадським 1 жовтня того ж року.
Документ був покликаний надати офіційного оформлення нерозривному державно-правовому зв'язку між Українською Державою 1918 року та майбутньою Україною. При цьому наголошувалось, що "Україна є дідичним (спадковим) монархічним Гетьманством і має назву «Українська Держава». У тексті також зазначалось, що «спадкове держання булави в гетьманському роді Скоропадських розпочинається в особі гетьмана всієї України Павла Петровича Скоропадського і гетьманська булава має передаватися в його роді на вічні часи». Згодом було здійснено декілька доповнень до «Норм…», зокрема про закріплення спадкоємності гетьманських прав також на жіночу лінію у випадках, «коли гетьман не має прямого нащадка мужського полу».
По смерті Павла Скоропадського його вдова Олександра 29 червня 1945 року перебрала на себе функції регента, а 14 вересня створила Регентську Раду.
Данило Скоропадський зміг прибути з Англії до Німеччини лише у 1948 році. 5 листопада 1948 року він перебрав на себе повноваження Верховного керманича над гетьманським рухом.
Данило Скоропадський помер 1957 року за нез'ясованих обставин у Лондоні, Велика Британія. Існує версія про те, що ця смерть була справою рук КДБ.

## Новітній гетьманський рух
У вересні 2000 року в Україні була створена ініціативна група Української гетьманської організації на чолі з українським істориком Юрієм Терещенком. До цієї групи долучилися також і очільники гетьманського руху в діаспорі — Любомир Бей (голова Української Гетьманської Організації Америки) та гетьманівна Олена Отт-Скоропадська (молодша дочка останнього гетьмана Павла Скоропадського).
15 жовтня 2001 року зусиллями цієї ініціативної групи у Києві були організовані установчі збори Всеукраїнської громадської організації «Союз Гетьманців-Державників».
У 2001—2007 роках діяв також молодіжний осередок Союзу Гетьманців-Державників на чолі з Олександром Алфьоровим.
2013 року було започатковано створення націонал-консервативної партії «Булава» на чолі з Павлом Гай-Нижником. 24 жовтня 2017 року в Міністерстві юстиції України було офіційно зареєстровано як громадську організацію Націонал-консервативний рух «Булава».
Сьогодні в Україні діє громадська організація правоконсервативного спрямування — «Гарнізон», яка об’єднує молодь, ветеранів, активістів і вірян навколо ідей традиції, патріотизму та духовного спротиву культурній деградації. Заснована у 2020-х роках.
Організація відома участю в Марші Традиції, акціях проти ідеологічного тиску та псевдореформ, а також захистом культурної спадщини — зокрема, зупиненням незаконного демонтажу на території палацу Кирила Розумовського.
«Гарнізон» виступає проти законів, які загрожують свободі совісті та переконань. Зокрема, організація активно протидіяла скандальному законопроєкту №5488, який передбачав до 8 років ув’язнення за інакодумство. Завдяки мобілізації громади документ було відкликано.
Організація також проводить військові вишколи, формує свідомих бійців (деякі з них вступили до підрозділу «Реванш» ГУР МО), відстоює збереження християнських основ у суспільстві та виступає проти західного культурного диктату.

## Зі «Спогадів» Павла Скоропадського
| "...Пройшло два місяці з тих пір, як Гетьманство впало. ... Петлюра і Винниченко зникли з Києва, далі буде гірше, більшовизм заллє всю Україну. Не буде ні України, ні Росії. ... Мені здавалося, що якими б не були у людей політичні переконання... всі підуть за мною. Українці тому, що ніколи б Україна не отримала б такої подоби держави, як при мені, ніколи їх мрії не були б так близькими до здійснення, як за часів Гетьманства. ... Я переконаний, що Україна може існувати тільки у формі Гетьманства. ... Гетьманська Україна становила величезний і найбагатший плацдарм, підтримуючи здорове українство, тим не менше не була ворожою Росії. Всі її помисли були звернуті на боротьбу з більшовизмом. Тільки в напрямку із України можна було нанести рішучий удар більшовикам, тільки Україна могла підтримати і Дон, і Денікіна без звернення до іноземних держав, будь то німці чи союзники. З падінням Гетьманщини будуть чи Петлюра з Винниченком, з його галиційською орієнтацією, абсолютно нам, російським українцям, не притаманною, з уніатством, з крайньою соціалістичною програмою наших доморощених демагогів, яка, поза сумнівом, прийде до більшовизму, або ж справжній більшовизм з усіма його наслідками, остаточним розоренням того прекрасного краю, із страшним посиленням російського більшовизму. Позаяк хліб із України, - саме те, чого не вистачало більшовикам, - поллється широкою рікою на Північ" |